# Pedro Ruiz de Salazar

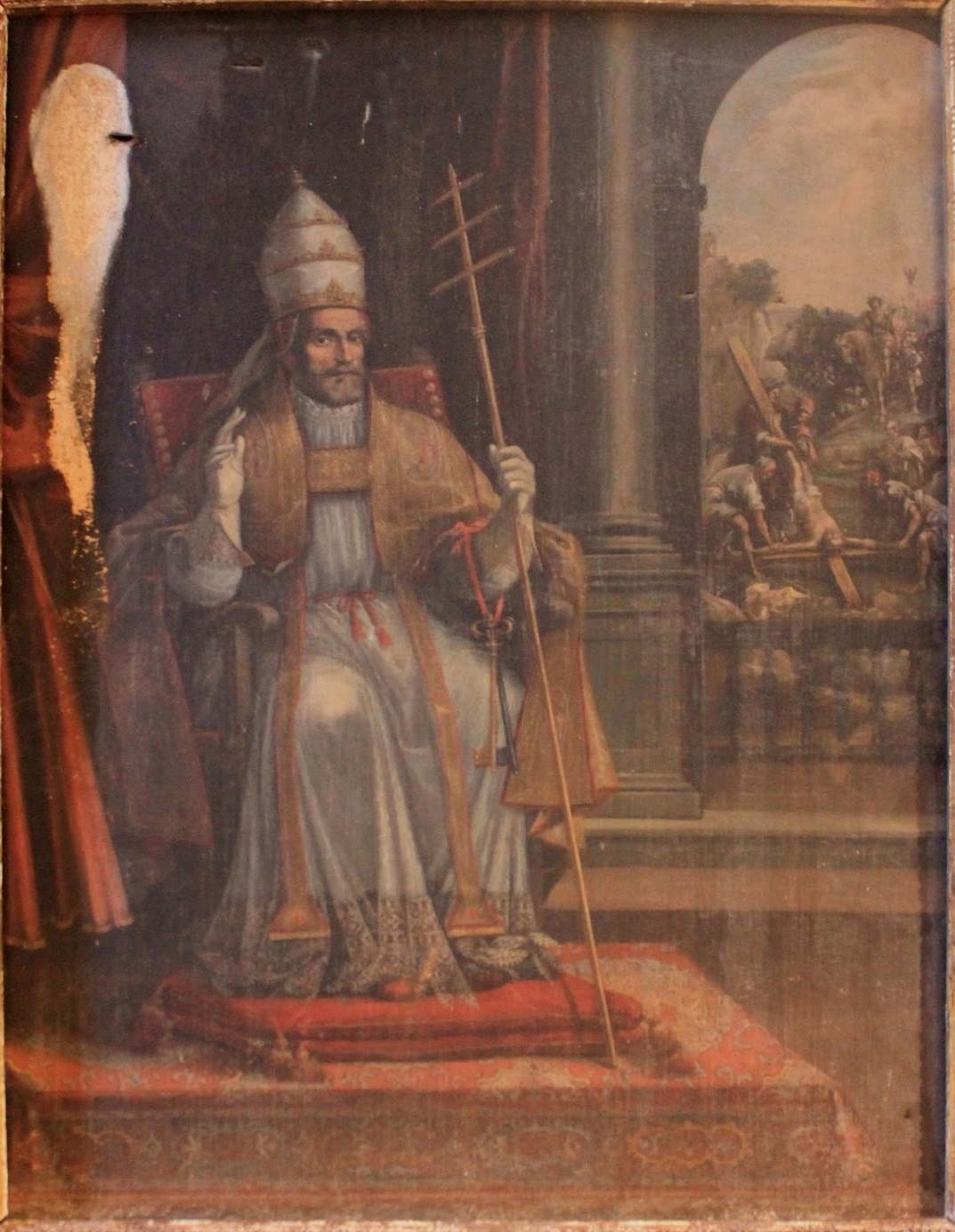
San Pedro en cátedra, 1663, Iglesia de San Pedro, Huércanos.

Pedro Ruiz de Salazar (hacia 1604- Santo Domingo de la Calzada, 1670), fue un pintor barroco español, activo en tierras de La Rioja.
En 1628, avecindado en Burgos, contrajo matrimonio con Ana Jerónima de Leiva, hija de Diego de Leiva, pintor riojano establecido en Burgos, quien posiblemente había sido su maestro. En 1632 se estableció en Santo Domingo de la Calzada, desde donde trabajó para numerosas localidades de la región y donde se vio envuelto en pleitos con la Hacienda Real por haber salido fiador del arrendador de las alcabalas de la ciudad, luego fugado. 
Aunque formado en el arcaizante estilo tardomanierista de Leiva, no fue insensible a la influencia de fray Juan Ricci después de que este llegase a San Millán de la Cogolla en 1653, como se advierte en algunas pinturas conservadas en el mismo monasterio para el que consta que Salazar había realizado ya algunos trabajos en 1644. 
De sus obras, conservadas en relativa abundancia, pueden recordarse un Bautismo de Cristo firmado en 1643 en el Monasterio de Cañas, en el que se hizo cargo de todas las pinturas de los retablos colaterales de la Inmaculada y del Bautismo, un San Juan Bautista de aire monumental y una aparición de San Millán y Santiago en la batalla de Simancas, conservados en el Monasterio de San Millán junto con tres escenas de la vida del santo, actualmente en la Escalera Real pero que originalmente pudieron estar en la iglesia; los retablos de las Ánimas en las iglesias de Santa María y de San Juan en Laguardia, documentados en 1658, o el San Pedro de pontifical, con la escena del martirio en las lejanías, en la parroquial de Huércanos, por el que se le pagaron 400 reales en 1663.
Como otros pintores españoles, incluso entre los grandes maestros, se sirvió en sus composiciones de estampas, a veces también arcaicas. Una Santa Cena en la catedral de Santo Domingo de la Calzada, firmada, es todavía una adaptación —para encajarla en el espacio de un arco apuntado— de una estampa del siglo XVI grabada por Jan Sadeler sobre una pintura de Pieter de Witte.

## Biografía
- Gutiérrez Pastor, Ismael, «Aportaciones y revisiones de la colección de pintura del monasterio de San Millán de la Cogolla», Jornadas de arte y patrimonio regional, San Millán de la Cogolla, 1998,
- Gutiérrez Pastor, Ismael, «La colección de pinturas del monasterio de san Millán de la Cogolla», Cuadernos de Investigación: Historia, tomo 10 fasc. 2 (1984), pp. 129-148,
- Lope de Toledo, José María, «Documentos para la biografía de fray Diego de Leiva, pintor cartujo», Berceo, año 6, n.º 20, Logroño (1951), pp. 393-438.
- Pérez Sánchez, Alfonso E. (1992). Pintura barroca en España 1600-1750. Madrid : Ediciones Cátedra, p. 279. ISBN 84-376-0994-1.

- Datos: Q6070055
- Multimedia: Pedro Ruiz de Salazar / Q6070055